# Groupe mouvant de AB Doradus
Le groupe mouvant AB Doradus est un groupe mouvant d'une trentaine d'étoiles situé à environ 65 années-lumière de la Terre. C'est le groupe mouvant connu le plus proche du Système solaire. Il tire son nom du système multiple AB Doradus, qui en fait partie.
Son âge a été évalué à 50 ou 119 millions d'années. À peu près 10 étoiles du groupe forment un noyau d'environ 33 années-lumière (10 parsecs).

## CFBDSIR 2149-0403
En novembre 2012, une équipe d'astronomes annonce la découverte de CFBDSIR 2149-0403, un objet libre de masse planétaire ayant une masse de 4 à 7 fois celle de Jupiter, qui ferait partie du groupe mouvant AB Doradus.